# Stadl-Predlitz
Stadl-Predlitz è un comune austriaco di 1 723 abitanti nel distretto di Murau, in Stiria. È stato creato il 1º gennaio 2015 dalla fusione dei precedenti comuni di Predlitz-Turrach e Stadl an der Mur; capoluogo comunale è Stadl an der Mur.